# エディライン
エディラインとは、川の流れの形の一つである。
川の中の岩や川岸の地形によって、川の本流の向きとは逆に向かう流れができることがある。これを日本語では「たまり」などと呼び、英語では「エディ（英語: eddy）」と称する。「エディ」と本流の境目に線状の水の盛り上がりができる。これが「エディライン」である。
本流と「エディ」の流れの差が大きくなればなるほど「エディライン」の盛り上がりは大きくなり、カヌー・カヤックで乗り越えるのが難しくなるほど大きくなったものを「エディフェンス」と呼ぶこともある。